# 卡斯塔拉斯
卡斯塔拉斯，是西班牙安达卢西亚自治区格拉纳达省的一个市镇。总面积28平方公里，
2001年普查人口總數為277人，人口密度為每平方公里10人。